# 제43회 봉황대기 전국고교야구대회
제43회 봉황대기 전국고교야구대회는 2015년 7월 14일부터 7월 23일까지 열렸다. 경북고등학교가 우승하였으며, 최충연이 최우수선수상을 수상하였다.

## 경기 결과
| 팀                                  | 1 | 2 | 3 | 4 | 5 | 6 | 7 | 8 | 9 | R  | H | E |
| 장충고등학교                        | 0 | 0 | 1 | 0 | 0 | 0 | 0 | 0 | 0 | 1  | 3 | 0 |
| 경북고등학교                        | 6 | 1 | 0 | 0 | 0 | 0 | 0 | 3 | X | 10 | 7 | 0 |
| 승리 투수: 최충연 패전 투수: 이근혁 |   |   |   |   |   |   |   |   |   |    |   |   |

## 개인상 수상자 명단
| 부문         | 수상자        | 소속고교      | 포지션   | 비고                |
| ------------ | ------------- | ------------- | -------- | ------------------- |
| 최우수선수상 | 최충연        | 경북고        | 투수     | -                   |
| 우수투수상   | 박세진 김덕진 | 경북고 장충고 | 투수     | -                   |
| 감투상       | 이근혁        | 장충고        | 투수     | -                   |
| 수훈상       | 곽경문        | 경북고        | 1루수    | -                   |
| 타격상       | 조태익        | 용마고        | 지명타자 | 10타수 6안타(0.600) |
| 최다타점     | 김성현        | 용마고        | 3루수    | 9타점               |
| 최타안타     | 곽경문        | 경북고        | 1루수    | 9안타               |
| 최다홈런     | 황선도        | 대전고        | 지명타자 | 3홈런               |
| 최다도루     | 오윤교        | 동산고        | 1루수    | 8도루               |
| 감독상       | 박상길 송민수 | 경북고 장충고 | -        | -                   |